# José Pereira (futbolista)
José Pereira  (Torres Vedras, Portugal, 15 de septiembre de 1931) es un exfutbolista portugués que jugaba como guardameta.

## Selección nacional
Fue internacional con la selección de fútbol de Portugal en 11 ocasiones. Formó parte de la selección que obtuvo el tercer lugar en la Copa del Mundo de 1966.

### Participaciones en Copas del Mundo
| Mundial                        | Sede       | Resultado    | Partidos | Goles |
| ------------------------------ | ---------- | ------------ | -------- | ----- |
| Copa Mundial de Fútbol de 1966 | Inglaterra | Tercer lugar | 5        | 0     |

## Clubes
| Club         | País     | Año       |
| ------------ | -------- | --------- |
| Belenenses   | Portugal | 1954-1967 |
| SC Beira-Mar | Portugal | 1967-1971 |

## Palmarés

### Campeonatos nacionales
| Título           | Club       | País     | Año  |
| ---------------- | ---------- | -------- | ---- |
| Copa de Portugal | Belenenses | Portugal | 1960 |

## Condecoraciones
| Distinción                                           | Año  |
| ---------------------------------------------------- | ---- |
| Medalla de Plata de la Orden del Infante Don Enrique | 1966 |